# Altınyayla (Sivas)
Altınyayla (türkisch für goldenes Plateau) (bis 1972 Tonus) ist eine Stadt und Hauptort des gleichnamigen Landkreises (İlçe) in der zentralanatolischen Provinz Sivas. Die Stadt liegt etwa 83 Straßenkilometer (Luftlinie: 58 km) südsüdwestlich (SSW  203°) der Provinzhauptstadt Sivas an einer 123 km langen Fernstraße (D851), die von Yıldızeli (Abzweig von der D200) über Şarkışla nach Pınarbaşı (Anschluss zur D300) in Nord-Süd-Richtung führt. Der Ort wurde (laut Stadtsiegel) 1972 in den Rang einer Gemeinde (Belediye) erhoben.

## Landkreis
Der Landkreis liegt südwestlich der Mitte der Provinz Sivas. Er grenzt an den Kreis Şarkışla im Westen, an den zentralen (Merkez) Landkreis Sivas im Norden, an den Kreis Ulaş im Osten, an den Kreis Kangal im Südosten sowie an die Provinz Kayseri im Süden.
Der Kreis wurde 1990 durch das Gesetz Nr. 3644 aus dem östlichen Teil des Kreises Şarkışla gebildet und war bis dahin ein Bucak in diesem Kreis. Bei der letzten Volkszählung vor der Gebietsänderung (1985) hatte die 17 Dörfer in diesem Bucak 13.763 Einwohner, das waren 20,47 % der damaligen Kreisbevölkerung. Nach der Eigenständigkeit wurden zur nächsten Volkszählung (1990) 16.739 Einwohner gezählt, davon 3.017 in der Kreisstadt und 12.722 in den 20 Dörfern des Bucak.

## Verwaltung
Ende 2020 bestand der Kreis neben der Kreisstadt (48,48 % der Kreisbevölkerung) aus einer weiteren Belediye (Deliilyas, 1.941 Einw.) sowie zehn Dörfern (Köy). Die Durchschnittszahl der Bewohner pro Dorf ist mit 254 die höchste aller 17 Kreise in der Provinz. Die fünf Dörfer Doğupınar (373), Başyayla (370), Taşlıhüyük (329), Kızılhüyük (318) und Tahyurt (308) hatten mehr Bewohner als dieser Durchschnitt. Die Dörfer Güzeloğlan und Kürkçüyurt wurden 2018 zu Mahalles von der Kreisstadt Altınyayla, das Dorf Yassıpınar (2012) und Serinyayla (2018) kamen als Mahalle zu Deliilyas.
Die Bevölkerungsdichte von 13,75 Einw. je km² erreicht zwei Drittel des Provinzwertes (von 22,6), der städtische (urbane) Bevölkerungsanteil liegt bei 71,80 Prozent.

## Geschichte
Auf einem aufgelassenen Friedhof südlich der Stadt wurde vor 2003 die hethitische Stele von Altınyayla gefunden, die heute im Archäologischen Museum Sivas ausgestellt ist.